# Бешамель

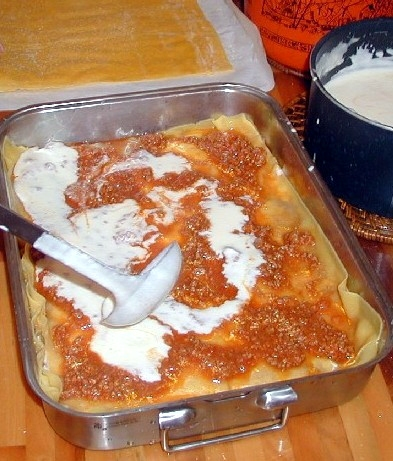
Приготування лазаньї з бешамелем

Бешаме́ль (фр. béchamel) — один із основних соусів французької кухні.
Перша згадка про соус з'явилася 1651 року у книзі «Le Cuisinier François», яку написав кухар Людовика XIV Франсуа П'єр де Ла Варенн (1615 —1678 рр.). У наступні 75 років ця книга перевидавалась 30 разів і вважається, що саме вона заснувала і визначила французьку кухню.
Соус отримав власну назву від прізвища гофмейстера (керівника прислуги та господарства при дворі Людовика XIV) маркіза Луї де Бешамель (Béchamel). Саме для нього уперше був приготований соус, щоб здивувати його смакові уподобання. Тому часто маркіза несправедливо згадують як винахідника цього соусу. У той же час ім'я кухаря, який винайшов соус бешамель, залишилося невідомим. Згідно з поширеною легендою народився соус бешамель випадково: кухар маркіза вирішив додати трохи вершків у звичайний густий білий соус Veloute («велюте» або «парізьєн»). Відтоді, ось уже декілька століть, соус бешамель має популярність в усьому світі.
Соус бешамель простий у приготуванні та універсальний в застосуванні, оскільки однаково добре підходить до гарячих м'ясних, рибних і овочевих страв. Крім цього, його легко змінювати і доповнювати. До соусу бешамель можна додавати різні добавки, кожен раз отримуючи новий відтінок смаку. Наприклад, у Нідерландах та Бельгії у бешамель додають мелений мускатний горіх, а у Франції — лавровий лист і дуже дрібно кришену цибулю. Соусом бешамель можна заправляти низькокалорійні салати або використовувати його як заправку при приготуванні багатьох супів і супів-пюре.
Бешамель — обов'язковий складник лазаньї болоньєзе. А завдяки тому, що при запіканні соус покривається рум'яною скоринкою, саме з ним готують страви: жульєн, мусака, каннеллоні, пастітсіо та ін.
Не існує еталонного рецепту приготування соусу бешамель. Але є неодмінні складники та технологічні правила. У першу чергу — це масляно-борошняна основа. Саме вона «зв'язує» соус та надає йому необхідну густину. Називається ця основа «ру» («Les roux»). За ступенем обсмажування борошна розділяється на «ру»: коричневий («Roux brun») та світло-коричневий («Roux blond»). Для «ру» характерно переважання масла над борошном. На 100 г вершкового масла — 1 столова ложка (з верхом) пшеничного борошна.
Другий складник — це бульйон. Кількість бульйону залежить від того, на якій основі ви готуєте бешамель. Якщо це густа сметана або густі вершки — то бульйону можна використовувати більше. Якщо це звичайні рідкі вершки або молоко, то бульйон повинен бути концентрованим і додаватися обсягом кількох ложок.
Третій — молочний складник соусу бешамель додається на власний смак: вершки, молоко або сметану. Вони однаково добре підходять для приготування соусу бешамель.